# Wendy Holdenerová

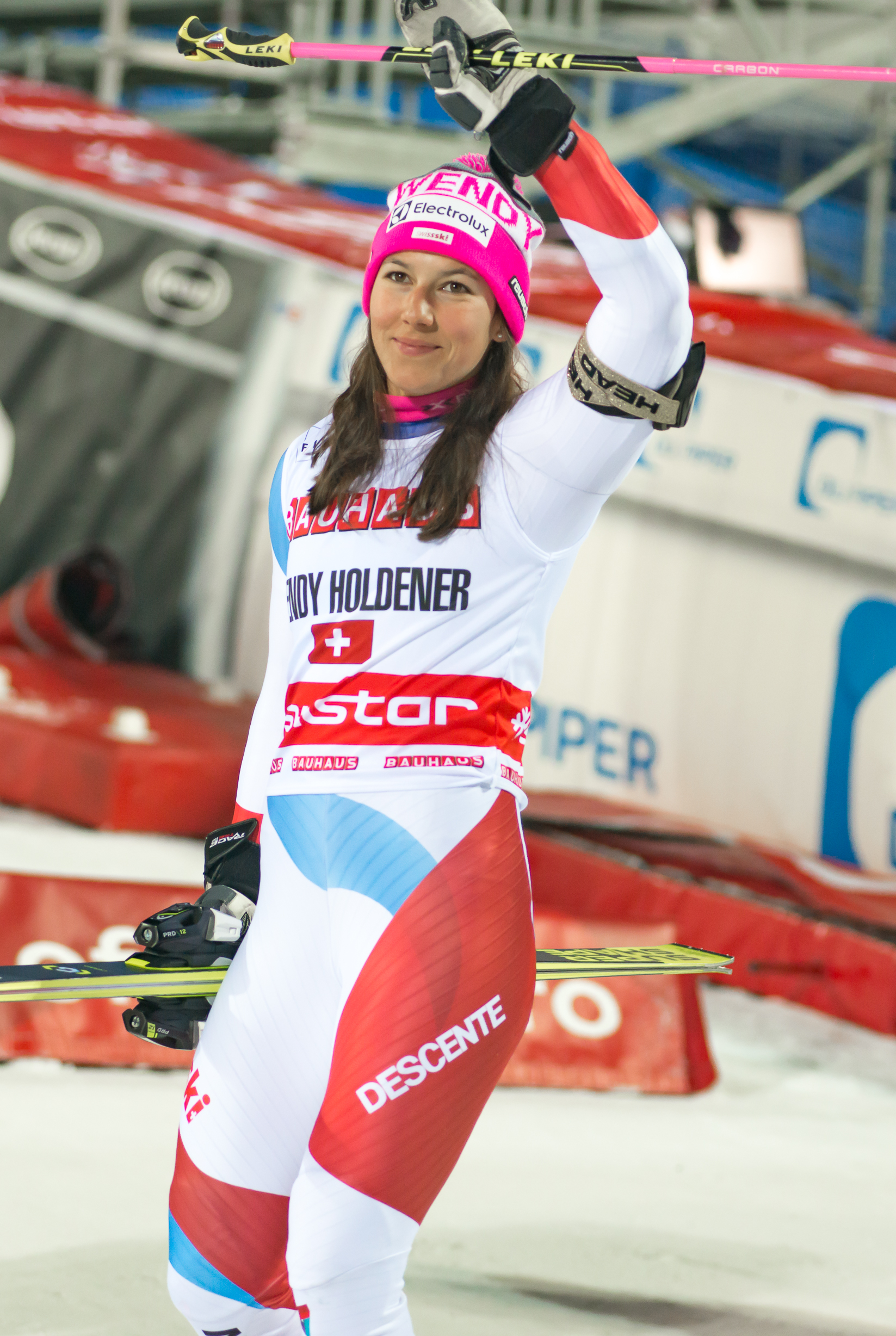
Wendy Holdenerová na stockholmském Hammarbybackenu, 2018

Wendy Holdenerová (* 12. května 1993 Unteriberg) je švýcarská alpská lyžařka, která se specializuje na technické točivé disciplíny.
Na Zimních olympijských hrách 2018 v Pchjongčchangu zkompletovala celou medailovou sadu, když se stala členkou vítězného týmu v soutěži smíšených družstev, stříbro vybojovala ve slalomu a třetí dojela v superkombinaci. Švýcarsko reprezentovala již na ZOH 2014 v Soči, kde nedokončila žádný závod. Z pekingské Zimní olympiády 2022 přidala stříbro v superkombinaci bronz ve slalomu. Na světových šampionátech poprvé startovala v roce 2011. První cenné kovy si odvezla z Mistrovství světa 2017 ve Svatém Mořici, kde se stala světovou šampionkou v superkombinaci a druhou příčku obsadila ve slalomu. Na MS 2019 v Åre obhájila zlato z kombinační soutěže a druhé vítězství přidala v rámci smíšených družstev.
Ve Světovém poháru debutovala söldenským obřím slalomem v říjnu 2010, v němž nepostoupila do druhého kola. První závod vyhrála v městském paralelním slalomu během února 2016, v historicky premiérové soutěži konané na uměle vytvořené sjezdovce stockholmského Hammarbybackenu. V celkovém konečném hodnocení poháru se nejlépe umístila v sezóně 2017/2018 na 2. pozici. Malé křišťálové glóby za sezónní vítězství v kombinaci získala v ročnících 2015/2016 a 2017/2018. Ve Světovém poháru drží rekord nejvyššího počtu umístění na stupních vítězů bez vítězství v rámci jedné disciplíny, když do října 2022 dojela ve slalomu 29krát druhá či třetí.
Z Mistrovství světa juniorů 2011 v Crans-Montaně si přivezla zlato z kombinace, stříbro ze sjezdu a bronz z obřího slalomu. O dva roky později na MS 2013 v Québecu se stala částí švýcarského družstva, které skončilo druhé.
V letech 2010 až 2019 udržovala partnerský vztah se švýcarským alpským lyžařem Nikem Caprezem.

## Světový pohár

### Sezónní vítězství – křišťálové glóby
|        |            |
| Sezóna | Disciplína |
| 2016   | kombinace  |
| 2018   | kombinace  |

### Stupně vítězů

#### Přehled
|        | Slalom | Obří slalom | Sjezd | Super-G | Kombinace | Paralel. sl. | Celkem |
| Výhry  | 0      | 0           | 0     | 0       | 2         | 1            | 3      |
| Pódium | 29     | 2           | 0     | 2       | 5         | 5            | 43     |

#### Závody
| Umístění na stupních vítězů |                    |                           |                  |          |
| Sezóna                      | datum              | místo konání              | disciplína       | umístění |
| 2013                        | 10. března 2013    | Ofterschwang, Německo     | slalom           | 2.       |
| 2015                        | 29. prosince 2014  | Kühtai, Rakousko          | slalom           | 3.       |
| 2016 (2 vítězství)          | 29. prosince 2015  | Lienz, Rakousko           | slalom           | 2.       |
| 2016 (2 vítězství)          | 23. února 2016     | Stockholm, Švédsko        | městský slalom   | 1.       |
| 2016 (2 vítězství)          | 28. února 2016     | Soldeu, Andorra           | kombinace        | 2.       |
| 2016 (2 vítězství)          | 6. března 2016     | Jasná, Slovensko          | slalom           | 2.       |
| 2016 (2 vítězství)          | 13. března 2016    | Lenzerheide, Švýcarsko    | kombinace        | 1.       |
| 2017                        | 12. listopadu 2016 | Levi, Finsko              | slalom           | 2.       |
| 2017                        | 27. listopadu 2016 | Killington, Spojené státy | slalom           | 3.       |
| 2017                        | 11. prosince 2016  | Sestriere, Itálie         | slalom           | 3.       |
| 2017                        | 29. prosince 2016  | Semmering, Rakousko       | slalom           | 3.       |
| 2017                        | 8. ledna 2017      | Maribor, Slovinsko        | slalom           | 2.       |
| 2017                        | 10. ledna 2017     | Flachau, Rakousko         | slalom           | 3.       |
| 2018 (1 vítězství)          | 12. listopadu 2017 | Levi, Finsko              | slalom           | 3.       |
| 2018 (1 vítězství)          | 28. prosince 2017  | Lienz, Rakousko           | slalom           | 2.       |
| 2018 (1 vítězství)          | 1. ledna 2018      | Oslo, Norsko              | městský slalom   | 2.       |
| 2018 (1 vítězství)          | 3. ledna 2018      | Záhřeb, Chorvatsko        | slalom           | 2.       |
| 2018 (1 vítězství)          | 7. ledna 2018      | Kranjska Gora             | slalom           | 3.       |
| 2018 (1 vítězství)          | 26. ledna 2018     | Lenzerheide, Švýcarsko    | kombinace        | 1.       |
| 2018 (1 vítězství)          | 28. ledna 2018     | Lenzerheide, Švýcarsko    | slalom           | 3.       |
| 2018 (1 vítězství)          | 30. ledna 2018     | Stockholm, Švédsko        | městský slalom   | 2.       |
| 2018 (1 vítězství)          | 3. března 2018     | Crans-Montana, Švýcarsko  | Super-G          | 3.       |
| 2018 (1 vítězství)          | 10. března 2018    | Ofterschwang, Německo     | slalom           | 2.       |
| 2018 (1 vítězství)          | 17. března 2018    | Åre, Švédsko              | slalom           | 2.       |
| 2019                        | 9. prosince 2018   | Sv. Mořic, Švýcarsko      | paralelní slalom | 3.       |
| 2019                        | 29. prosince 2018  | Semmering, Rakousko       | slalom           | 3.       |
| 2019                        | 1. ledna 2019      | Oslo, Norsko              | mšstský slalom   | 3.       |
| 2019                        | 5. ledna 2019      | Záhřeb, Chorvatsko        | slalom           | 3.       |
| 2019                        | 2. února 2019      | Maribor, Slovinsko        | slalom           | 3.       |
| 2019                        | 24. února 2019     | Crans-Montana, Švýcarsko  | kombinace        | 3.       |
| 2019                        | 9. března 2019     | Špindlerův Mlýn, Česko    | slalom           | 2.       |
| 2019                        | 16. března 2019    | Soldeu, Andorra           | slalom           | 2.       |
| 2020                        | 23. listopadu 2019 | Levi, Finsko              | slalom           | 2.       |
| 2020                        | 17. prosince 2019  | Courchevel, Francie       | obří slalom      | 3.       |
| 2020                        | 12. ledna 2020     | Altenmarkt, Rakousko      | kombinace        | 2.       |
| 2020                        | 9. února 2020      | Garmisch, Německo         | Super-G          | 3.       |
| 2020                        | 15. února 2020     | Kranjska Gora, Slovinsko  | obří slalom      | 3.       |
| 2020                        | 16. února 2020     | Kranjska Gora, Slovinsko  | slalom           | 2.       |
| 2021                        | 12. ledna 2021     | Flachau, Rakousko         | slalom           | 3.       |
| 2021                        | 6. března 2021     | Jasná, Slovensko          | slalom           | 3.       |
| 2021                        | 13. března 2021    | Åre, Švédsko              | slalom           | 3.       |
| 2022                        | 28. listopadu 2021 | Killington, Spojené státy | slalom           | 3.       |
| 2022                        | 9. ledna 2022      | Kranjska Gora, Slovinsko  | slalom           | 2.       |

### Konečné pořadí v sezónách
| Sezóna                        |         |        |             |         |       |           |                  |     |
| Věk                           | Celkové | Slalom | Obří slalom | Super-G | Sjezd | Kombinace | Paralelní slalom |     |
| 2011                          | 17 let  | 89.    | 38.         | —       | —     | 49.       | 27.              | —   |
| 2012                          | 18 let  | 67.    | 31.         | —       | —     | —         | 19.              | —   |
| 2013                          | 19 let  | 20.    | 6.          | 42.     | —     | —         | 33.              | —   |
| 2014                          | 20 let  | 29.    | 10.         | 35.     | —     | —         | 12.              | —   |
| 2015                          | 21 let  | 22.    | 8.          | 46.     | 52.   | —         | 7.               | —   |
| 2016                          | 22 let  | 6.     | 3.          | 30.     | 45.   | —         | 1.               | —   |
| 2017                          | 23 let  | 8.     | 3.          | 22.     | 53.   | —         | 3.               | —   |
| 2018                          | 24 let  | 2.     | 2.          | 8.      | 22.   | 39.       | 1.               | —   |
| 2019                          | 25 let  | 3.     | 3.          | 7.      | 22.   | 48.       | 3.               | —   |
| 2020                          | 26 let  | 6.     | 4.          | 6.      | 15.   | 38.       | 2.               | 13. |
| 2021                          | 27 let  | 10.    | 5.          | 22.     | 27.   | —         | —                | 20. |
| 2022                          | 28 let  | 14.    | 5.          | 25.     | 25.   | 46.       | —                | —   |
| Aktualizováno k 5. dubnu 2022 |         |        |             |         |       |           |                  |     |

## Vrcholné akce

### Mistrovství světa
| Rok                                         | Věk    | Slalom | Obří slalom | Super-G | Sjezd | Kombinace | Týmy |
| 2011                                        | 17 let | DNF2   | 29.         | —       | —     | —         | 5.   |
| 2013                                        | 19 let | 11.    | 26.         | —       | —     | —         | 9.   |
| 2015                                        | 21 let | DNF2   | 17.         | —       | —     | —         | 4.   |
| 2017                                        | 23 let | 2.     | —           | —       | —     | 1.        | 4.   |
| 2019                                        | 25 let | 17.    | 15.         | 14.     | —     | 1.        | 1.   |
| DNF1/2 – nedojela do cíle v 1. nebo 2. kole |        |        |             |         |       |           |      |

### Zimní olympijské hry
| Rok                                         | Věk    | Slalom | Obří slalom | Super-G | Sjezd | Kombinace | Týmy |
| 2014                                        | 20 let | DNF1   | DNF1        | —       | —     | —         | —    |
| 2018                                        | 24 let | 2.     | 9.          | —       | —     | 3.        | 1.   |
| 2022                                        | 28 let | 3.     | 9.          | —       | —     | 2.        | —    |
| DNF1/2 – nedojela do cíle v 1. nebo 2. kole |        |        |             |         |       |           |      |